# Meshack Kitsubuli Babu
Meshack Kitsubuli Babu (* 23. Februar 1996) ist ein kenianischer Leichtathlet, der sich auf den Sprint spezialisiert hat.

## Sportliche Laufbahn
Erste internationale Erfahrungen sammelte Meshack Kitsubuli Babu bei den World Athletics Relays 2024 in Nassau, bei denen er mit der kenianischen 4-mal-100-Meter-Staffel eine Direktqualifikation für die Olympischen Spiele in Paris verpasste. Anschließend schied er bei den Afrikameisterschaften in Douala mit 10,68 s in der ersten Runde im 100-Meter-Lauf aus und belegte mit der Staffel in 40,11 s den fünften Platz.
2024 wurde Babu kenianischer Meister im 100-Meter-Lauf.

## Persönliche Bestzeiten
- 100 Meter: 10,20 s (+1,5 m/s), 15. Juni 2024 in Nairobi
- 200 Meter: 21,23 s (−0,3 m/s), 28. April 2023 in Nairobi